# كارل كلوكنر
كارل كلوكنر (بالألمانية: Karl Klöckner)‏ هو دراج ألماني، (ولد في كولونيا في ألمانيا 1915  م).

## وصلات خارجية
- كارل كلوكنر على موقع أرشيف الدراجات (الإنجليزية)
- كارل كلوكنر على موقع أوليمبيديا (الإنجليزية)